# Верховный суд Питкэрна
Верховный суд Питкэрна (англ. Pitcairn Supreme Court) — верховный суд Островов Питкэрн и их высшая судебная инстанция. Положения о верховном суде были изложены в поправках к старой Конституции 1990-х годов. Суд впервые заседал по делу о сексуальном насилии на Питкэрне в 2004 году, и его полномочия были дополнительно уточнены в Конституционном указе 2010 года.
11 октября 2002 года в Веллингтоне было подписано соглашение между правительствами Великобритании и Новой Зеландии, которое предусматривает рассмотрение дел в суде Питкэрна в Новой Зеландии. Позднее это было подкреплено законодательством, принятым в Новой Зеландии и на островах Питкэрн, а именно Законом о судебных процессах на Питкэрне 2002 года и Постановлением о внесении поправок в судебный орган. Слушания в суде также могут проводиться в Великобритании.
Судьи назначаются губернатором Питкэрна по представлению королевы Великобритании Елизаветы II. Всегда должен быть один главный судья и до четырёх других судей или исполняющих обязанности судей. В настоящее время в суд назначены три судьи, в том числе верховный судья Чарльз Блэки. Все трое судей являются судьями Новой Зеландии.

## Известные судебные разбирательства

### Дело о сексуальном изнасиловании
В 2004 прошло первое заседание суда по делу о сексуальном насилии на Питкэрне. Первое решение трибунала заключалось в принятии заявления о том, что Острова Питкэрн на самом деле не являются юридически британской территорией и не были таковыми по крайней мере с того времени, когда первоначальные поселенцы, мятежники «Баунти», сожгли судно, проявив отказ от дальнейшего британского суверенитета и правления. Верховный суд постановил, что Питкэрн на самом деле является британской территорией и в целом признан таковым на международном уровне, и что судебное разбирательство было законным.
23 октября 2004 года суд признал обвиняемых виновными в предполагаемых сексуальных преступлениях. Само дело вызвало беспорядки, поскольку среди обвиняемых был мэр острова Стив Кристиан. Затем сестра Стива Бренда Кристиан была назначена мэром до проведения новых выборов в правительство острова.

### Суд над детской порнографией
В 2010 году мэру островов Майку Уоррену было предъявлено обвинение в хранении детской порнографии. В 2016 году он был признан виновным в загрузке более 1000 изображений и видео с сексуальным насилием над детьми. Уоррен начал собирать детскую порнографию после дела о сексуальном насилии в 2004 году.